# Jim Aparo
James N. "Jim" Aparo (24 de agosto de 1932 – 19 de julho de 2005) foi um desenhista americano, conhecido por seu trabalho em histórias em quadrinhos do gênero "super-herói". Entre as décadas de 1960 e 1980, Aparo desenhou, durante suas passagens pelas revistas Adventure Comics, The Brave and the Bold e Batman, inúmeros personagens da DC Comics, dentre eles Batman, Aquaman e Vingador Fantasma. Em Batman, desenhou no final da década de 1980 um dos mais importantes arcos de história da história da editora: Batman: A Death in the Family, onde o personagem Jason Todd, então o Robin, era assassinado pelo Coringa.

## Biografia
Nascido na cidade de Nova Iorque, Aparo trabalhava profissionalmente em agências de publicidade, quando, em 1962, começou a desenhar a tira de jornal "Stern Wheeler", escrita por Ralph Kanna e publicada na cidade de Hartford, Connecticut, onde Aparo morava com sua família. Em 1966, o editor Dick Giordano contratou Aparo para trabalhar como desenhista freelance para a editora Charlton Comics, onde inicialmente trabalhou em histórias humorísticas como "Miss Bikini Luv", publicada na revista Go-Go Comics. Posteriormente, Aparo passaria a desenhar as histórias da revista do personagem O Fantasma, então publicada pela Charlton. Quando Giordano foi contratado como editor da DC Comics, ele ofereceu à Aparo os desenhos da revista Aquaman. Aparo conseguiu acumular ambas as revistas devido às suas periodicidades: ambas eram bimestrais.
Com Aquaman se tornando um sucesso de vendas, Aparo foi contratado pela editora para também desenhar as história do Vingador Fantasma, o que resultou na sua saída definitiva da Charlton. Na década de 1970, Aparo começaria a desenhar a revista The Brave and the Bold, que se tornaria um de seus mais marcantes trabalhos. Na década seguinte, surgiria na 200a edição The Brave and the Bold a equipe "The Outsiders" (Renegados no Brasil), criada por Aparo e Mike W. Barr e liderada por Batman. A revista seria cancelada naquela edição e substituída por uma nova revista, intitulada Batman and the Outsiders.
O trabalho de Aparo na década de 1980 seria marcado também pelo período em que ele desenhou a revista Batman, incluindo a história "A Death in the Family", publicada entre as edições 426 e 429. Na história, enquanto buscava descobrir a identidade de sua mãe, Jason Todd, personagem que então adotava a alcunha de "Robin", era assassinado pelo Coringa.
Em 19 de julho de 2005, Aparo falece, após anos lutando contra um câncer.

## Carreira
A arte de Aparo consta nas seguintes obras:
Charlton Comics
- Captain Atom #87-89
- Hercules #8-10 (1968–69)
- Many Ghosts of Doctor Graves #4-5, 7-8, 17, 66, 69 (1967–81)
- Phantom #31-34, 36-38 (1969–70)
- Scary Tales #22 (1980)
- Secret Agent #10 (1967)
- Space Adventures #2, 4 (1968)
- Strange Suspense Stories #1-2, 4 (1967–68)
- Thane of Bagarth #24-25 (1985)
- Thunderbolt #60 (1967)

DC Comics
- Adventure Comics #426-427 (Adventurers´ Club); #431-433, 435-436, 440 (Spectre); #441-452 (Aquaman); #459-461, 464 (Deadman)  (1973–79)
- All-Star Western, vol. 2, #5 (1971)
- Aquaman #40-59 (1968–78)
- Aquaman, vol. 3, #52 (flashback sequence) (1999)
- Azrael Annual #3 (1997)
- Batman #414-420, 426-435, 440-448, 450-451, 480-483, 486-491, 494-500, 533-534, 558, 560-562; Annual #24 (1987–2000)
- Batman Chronicles #7, 14 (1997–98)
- Batman Family #17 (1978)
- Batman: Blackgate Isle of Men (1988)
- Batman: Brotherhood of the Bat (1996)
- Batman: GCPD, miniseries, #1-4 (1996)
- Batman: Legends of the Dark Knight #142-145, Annual #1 (1991–2001)
- Batman: Shadow of the Bat #61, 68 (1997)
- Batman and the Outsiders #1-9, 11-12, 16-20 (1983–85)
- The Untold Legend of the Batman, minissérie, #2-3 (1980)
- Brave and the Bold #98, 100-102, 104-136, 138-145, 147, 149-152, 154-155, 157-162, 168-170, 173-178, 180-182, 184, 186-189, 191-193, 195-196, 200 (1971–83)
- Detective Comics #437-438, 444-446, 500, 625-632, 638-643, 716, 719, 722, 724 (1973–89)
- Deadman: Dead Again, miniseries, #2 (2001)
- DCU Holiday Bash #1 (1996)
- Ghosts #1 (1971)
- Green Arrow #0, 81-88, 91-95, 98-100, 109, 123 (1993–97)
- House of Mystery #192, 201, 209 (1971–72)
- House of Secrets #93, 97, 105 (1971–73)
- Justice League of America #200 (among other artists) (1982)
- Mystery in Space #111 (1980)
- Outsiders #1-7, 9-14, 17-22, 25-26 (1985–88)
- Phantom Stranger, vol. 2, #7-26 (1970–73)
- Secret Origins (Phantom Stranger) #10 (1987)
- Spectre, vol. 3, #16 (1994)
- Speed Force #1 (1997)
- Steel #33 (1996)
- Superboy and the Ravers #8 (1997)
- Teen Titans #36 (1971)
- Time Warp #1 (1979)
- Tales of the Unexpected #127, 132 (1971–72)
- Witching Hour #25 (1972)
- Wrath of the Spectre #4 (1988)